# Hylarana celebensis
Hylarana celebensis es una especie de anfibio anuro de la familia Ranidae.
Es endémica del norte de Célebes (Indonesia).